# Adolf Stieler
Adolf Stieler (Gotha, 26 de fevereiro de 1775 - 13 de março de 1836) foi um cartógrafo e advogado alemão que trabalhou a maior parte da sua vida no Instituto Geográfico Justus Perthes, em Gotha. Embora tenha estudado Direito e trabalhado na função pública ao longo da sua vida, manteve um grande interesse pela cartografia e publicou muitas obras famosas. O seu Handatlas foi o maior atlas do mundo até meados do século XX.
Stieler passou grande parte da sua juventude em Gotha, onde o seu pai presidiu ao município. Na adolescência, mostrou uma afinidade pela criação de mapas, um interesse que manteve ao longo da sua vida adulta. No entanto, estudou Direito na Universidade de Jena e na Universidade de Göttingen de 1793 a 1796. Serviu como vereador em Gotha de 1813 a 1829, e serviu o resto da sua carreira como conselheiro do governo local até à sua reforma em 1835.

## Obra cartográfica
A carreira cartográfica de Stieler começou com um cargo de professor de geografia numa escola de meninas em Gotha. No entanto, começou a trabalhar com Franz Xaver von Zach, o diretor do Observatório de Gotha. Seus trabalhos durante este período incluem a publicação de representações cartográficas de uma série de observações de von Zach. Tais ilustrações foram completadas em "Allgemeinen Geographischen Ephemeriden" ou "General Geographical Ephemeris", publicado em 1798.

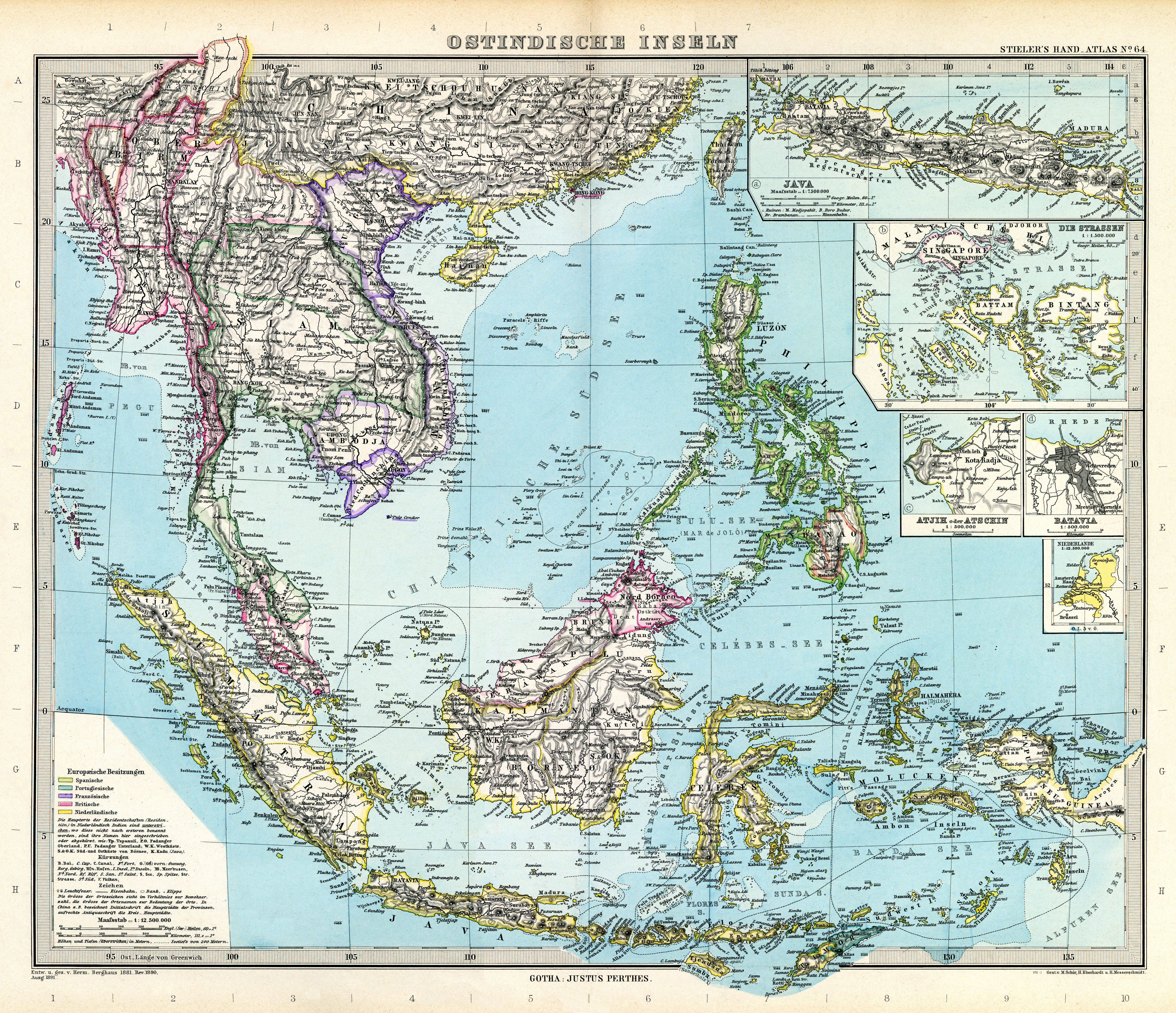
Mapa do Sudeste Asiático, incluído no Stielers Handatlas.

Em 1804, Stieler trabalhou no Instituto Geográfico de Weimar, continuando o seu objetivo de iniciar um negócio de publicação geográfica.
Também produziu vários mapas regionais e internacionais. Com von Zach, Stieler publicou o seu "Atlas Gaspari", que incluía mapas de muitas nações europeias, incluindo Espanha, Portugal e Inglaterra.
Em 1806, o seu mapa das Índias Orientais foi publicado. Mais tarde, publicaria um mapa militar de 25 folhas da Alemanha que fazia parte de um trabalho de folha de 204 maiores. Os seus mapas eram bem conhecidos pela sua inclusão de novas informações da exploração e cultura. Stieler também incorporou um "System der fortwährenden Modernisierung", ou "System of Ongoing Modernisierung", na sua criação e emissão de mapas.
No entanto, começou a trabalhar no seu trabalho mais famoso e duradouro, o Handatlas, em 1816, após um longo hiato de trabalho cartográfico. Em 1826, quando completou os Handatlas, a sua carreira estava perto do seu fim. Seu mapa de 1836 da Alemanha permaneceria inacabado.

## Galeria

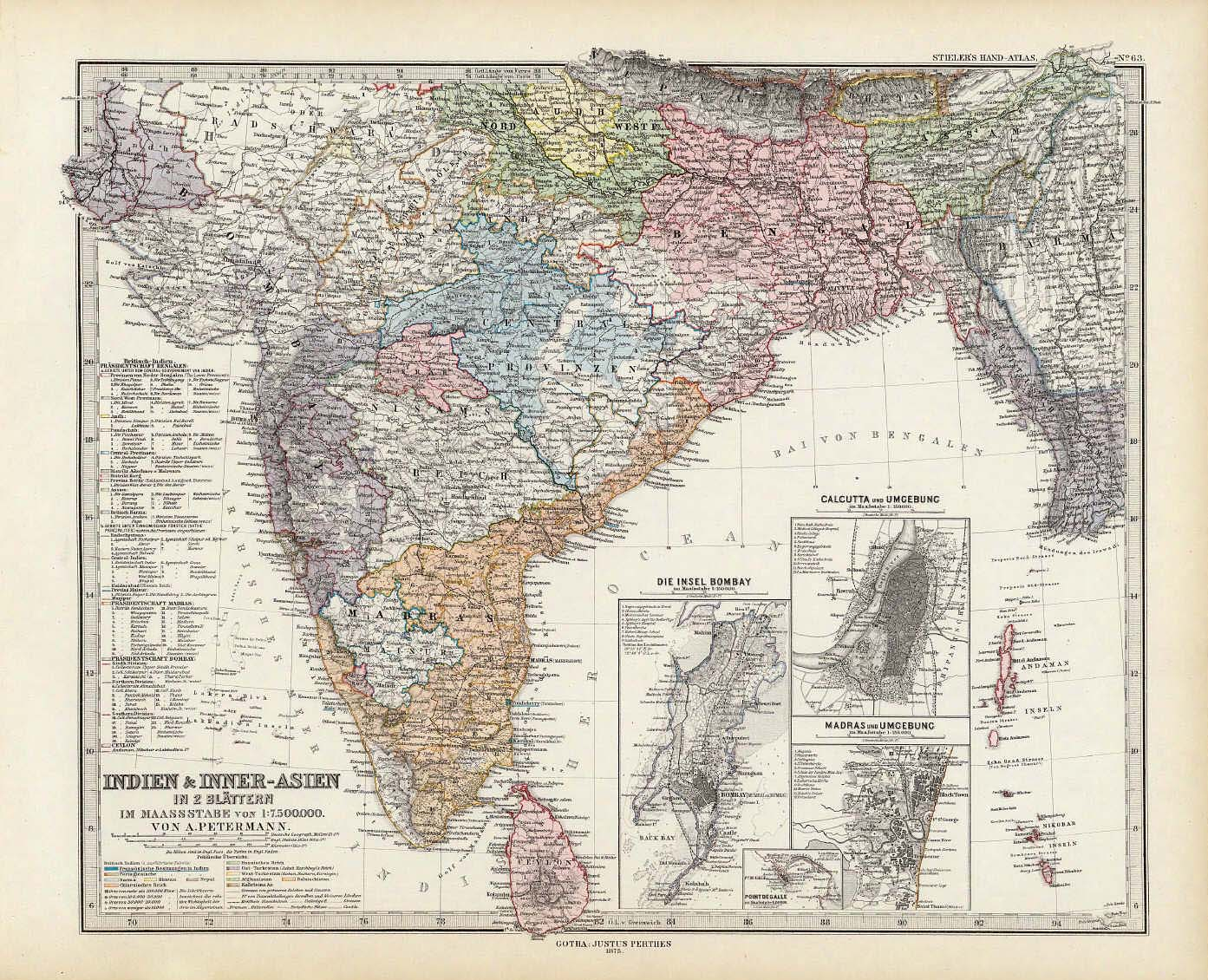
Mapa da Índia e Ásia, Atlas de Stieler.
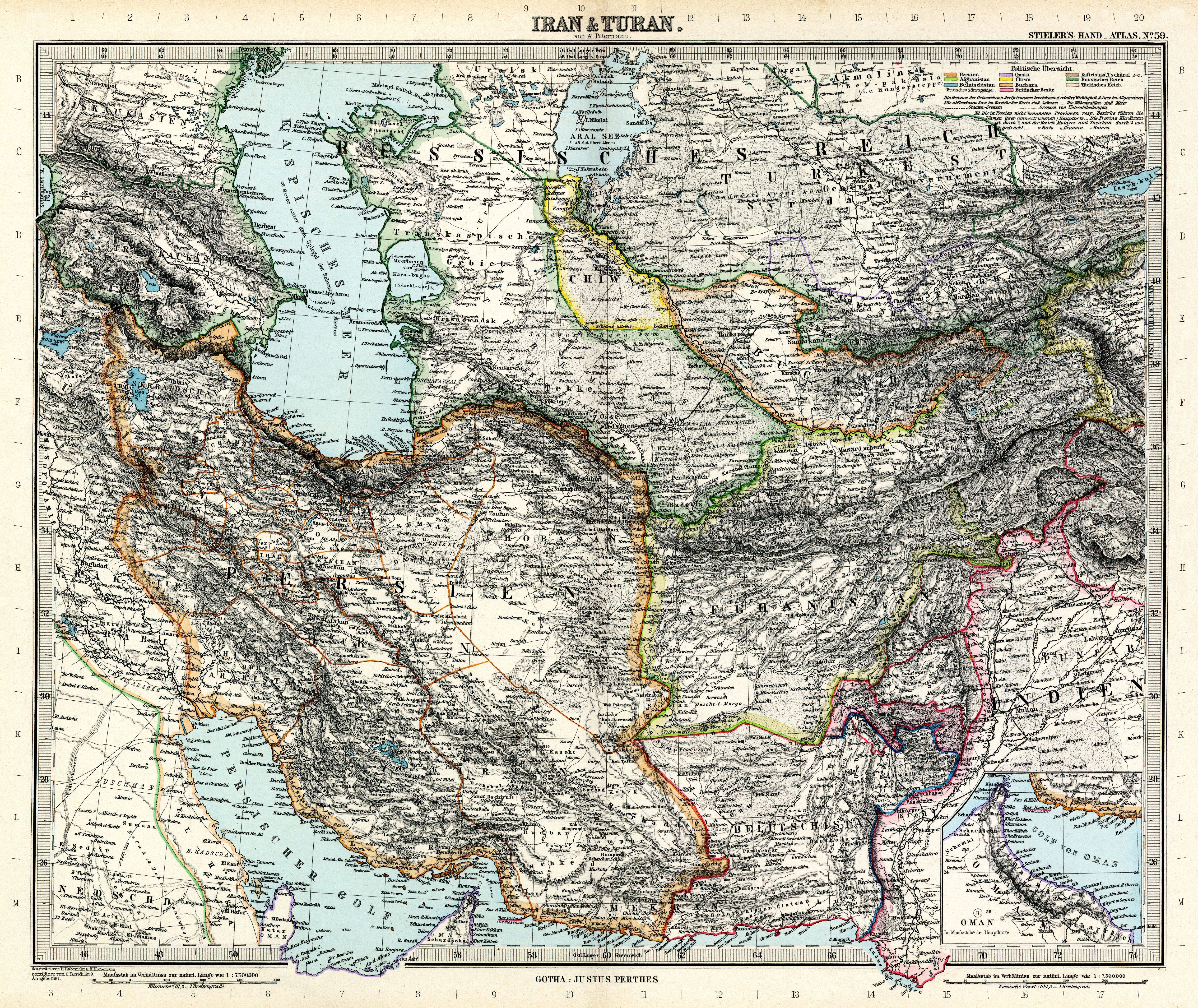
Mapa do Irão e Turão, Atlas de Stieler.
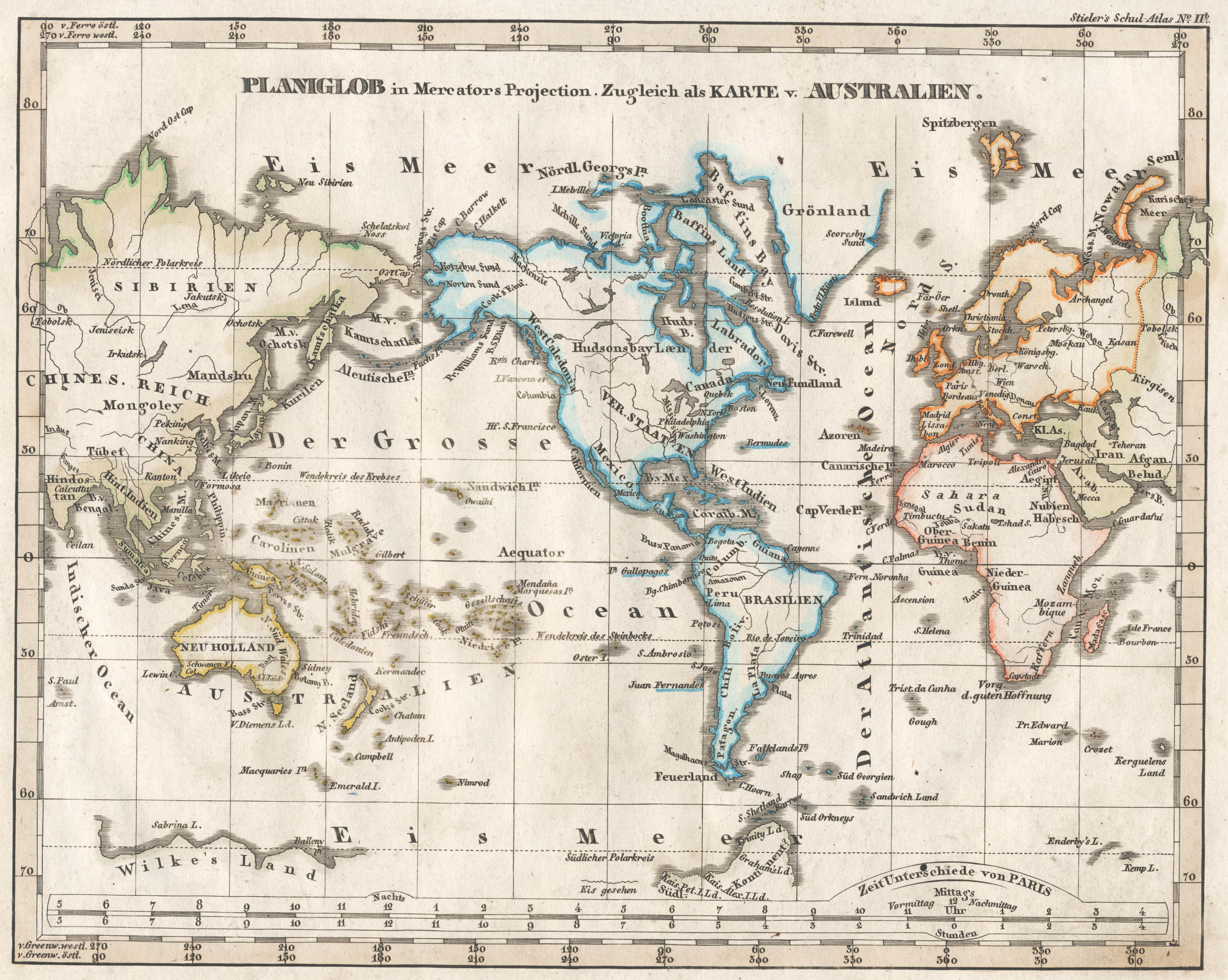
Mapa-múndi na projeção de Mercator por Stieler.
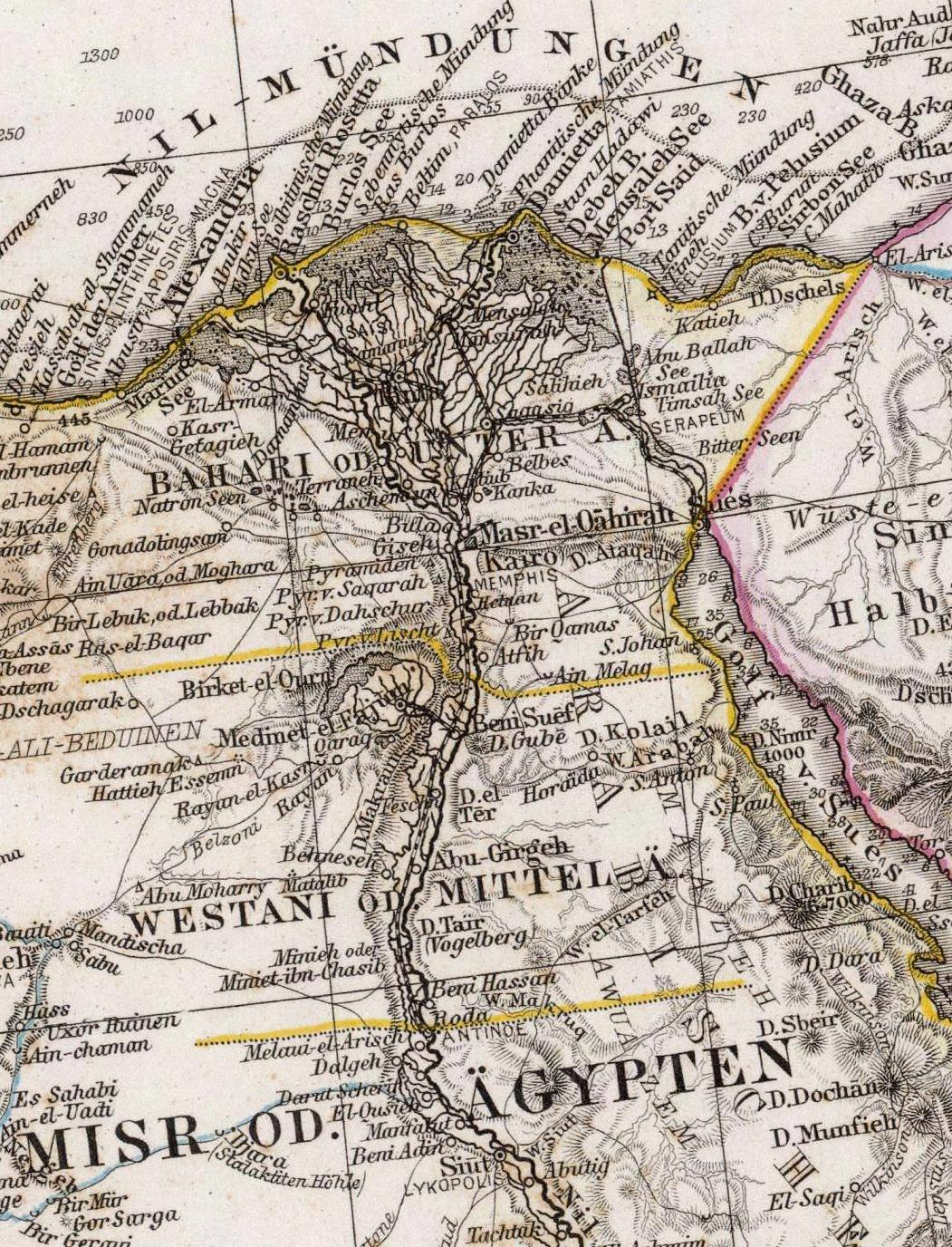
Mapa do Egipto por Stieler